# Crumenaria diffusa
Crumenaria diffusa là một loài thực vật có hoa trong họ Táo. Loài này được Suess. mô tả khoa học đầu tiên năm 1939.